# 陳維彥
陳維彥（?—?），安徽石隶人，清朝政治人物。贡生出身。
光绪22年（1896年），擔任清朝遵义府婺川縣知縣。后由趙崇晉接任。